# Simulium weisiense
Simulium weisiense es una especie de insecto del género Simulium, familia Simuliidae, orden Diptera.

## Distribución
Se distribuye por Yunnan Sheng.

## Taxonomía
Fue descrita científicamente por Deng, 2005. Fue publicada en One new species of the subgenus Montisimulium from Yunnan.